# Сан Пјетро ин Волта (Венеција)
Сан Пјетро ин Волта је насеље у Италији у округу Венеција, региону Венето.
Према процени из 2011. у насељу је живело 1140 становника. Насеље се налази на надморској висини од 0 м.